# Tiên Cẩm
Tiên Cẩm is een xã in het district Tiên Phước, een van de districten in de Vietnamese provincie Quảng Nam. Tiên Cẩm heeft ruim 2800 inwoners op een oppervlakte van 17,1 km².

## Geografie en topografie
Tiên Cẩm ligt in het noorden van de huyện Tiên Phước. In het noorden grenst Tiên Cẩm aan de huyệns Thăng Bình en Phú Ninh. De aangrenzende xã in Thăng Bình is Bình Phú. De aangrenzende xã in Phú Ninh is Tam Lộc. De aangrenzende xã's in Tiên Phước zijn Tiên Sơn, Tiên Hà, Tiên Châu, Tiên Mỹ en Tiên Phong.

## Verkeer en vervoer
In Tiên Cẩm komen twee tỉnh lộ's samen. Dit zijn de 614 en de 615. De 614 verbindt thị trấn Tiên Kỳ met de tỉnh lộ 611B in xã Quế Thọ. De weg gaat naast Tiên Cẩm, Tiên Kỳ en Quế Thọ door de xã's Tiên Châu, Tiên Hà en Bình Lâm.
De 615 verbindt de 614 met de quốc lộ 1A.